# Cybaeolus
Cybaeolus es un género de arañas araneomorfas de la familia Hahniidae. Se encuentra en Argentina y Chile.

## Lista de especies
Según The World Spider Catalog 12.0:
- Cybaeolus delfini (Simon, 1904)
- Cybaeolus pusillus Simon, 1884
- Cybaeolus rastellus (Roth, 1967)